# Стрілецько-Кутська сільська рада
Стріле́цько-Ку́тська сільська́ ра́да — адміністративно-територіальна одиниця та орган місцевого самоврядування в Кіцманському районі Чернівецької області. Адміністративний центр — село Стрілецький Кут.

## Загальні відомості
- Населення ради: 3 466 осіб (станом на 2001 рік)

## Населені пункти
Сільській раді підпорядковані населені пункти:
- с. Стрілецький Кут
- с. Бурдей
- с. Ревне

## Склад ради
Рада складається з 24 депутатів та голови.
- Голова ради: Боднарюк Михайло Дмитрович
- Секретар ради: Малярчук Олена Василівна

### Керівний склад попередніх скликань
| Прізвище, ім'я, по батькові | Основні відомості                                                 | Дата обрання | Дата звільнення |
| --------------------------- | ----------------------------------------------------------------- | ------------ | --------------- |
| Шарлай Мирослав Іванович    | Сільський голова, 1960 року народження                            | 26.03.2006   | 31.10.2010      |
| Боднарюк Михайло Дмитрович  | Сільський голова, 1945 року народження, освіта вища, безпартійний | 31.10.2010   |                 |

Примітка: таблиця складена за даними сайту Верховної Ради України

### Депутати
За результатами місцевих виборів 2010 року депутатами ради стали:

#### За суб'єктами висування
| Суб'єкт висування | Кількість обраних депутатів | %   |
| ----------------- | --------------------------- | --- |
| Самовисування     | 24                          | 100 |

#### За округами
| № округу | Прізвище, ім'я, по батькові     | Дата визнання обраним | Освіта             | Партійна приналежність                | Відомості про обраного депутата                                        |
| -------- | ------------------------------- | --------------------- | ------------------ | ------------------------------------- | ---------------------------------------------------------------------- |
| 1        | Дорош Олександр Петрович        | 08.11.2010            | вища               | позапартійний                         | ЧОКП «Баріпт», заступник директора                                     |
| 2        | Галечук Валерій Васильович      | 08.11.2010            | середня спеціальна | позапартійний                         | Ревнянське лісництво, лісник                                           |
| 3        | Дутчак Сідонія Тодорівна        | 08.11.2010            | середня спеціальна | позапартійна                          | тимчасово не працює                                                    |
| 4        | Гуцуляк Дмитро Вікторович       | 08.11.2010            | вища               | позапартійний                         | пенсіонер                                                              |
| 5        | Боднарюк Сергій Євгенович       | 08.11.2010            | вища               | позапартійний                         | Кіцманський РВ УМВС, старший дільничий інспектор                       |
| 6        | Єричук Руслан Дмитрович         | 08.11.2010            | середня спеціальна | позапартійний                         | УДАІ УМВС м. Чернівці, інспектор ДАІ                                   |
| 7        | Тащук Сергій Вікторович         | 08.11.2010            | середня            | позапартійний                         | приватний підприємець                                                  |
| 8        | Дутчак Юлія Іллівна             | 08.11.2010            | вища               | позапартійна                          | приватний підприємець                                                  |
| 9        | Кушнір Сніжана Іванівна         | 08.11.2010            | середня спеціальна | позапартійна                          | тимчасово не працює                                                    |
| 10       | Даневич Олександр Володимирович | 08.11.2010            | вища               | позапартійний                         | ТОВ «Рома», керівник торговельного відділу                             |
| 11       | Пяза Дмитро Дмитрович           | 08.11.2010            | вища               | позапартійний                         | пенсіонер                                                              |
| 12       | Калинюк Корній Іванович         | 08.11.2010            | вища               | позапартійний                         | Стрілецько-Кутський загальноосвітній навчальний заклад, директор       |
| 13       | Петрюк Надія Георгіївна         | 08.11.2010            | вища               | позапартійна                          | тимчасово не працює                                                    |
| 14       | Ватаманюк Олександр Дмитрович   | 08.11.2010            | середня спеціальна | член Політичної партії «Наша Україна» | Стрілецько-Кутська сільська рада, начальник військово-облікового столу |
| 15       | Дутчак Вероніка Григорівна      | 08.11.2010            | середня спеціальна | позапартійна                          | приватний підприємець                                                  |
| 16       | Ватаманюк Наталія Семенівна     | 08.11.2010            | середня спеціальна | позапартійна                          | Стрілецько-Кутська сільська рада, бухгалтер                            |
| 17       | Ганзіль Віктор Васильович       | 08.11.2010            | середня            | позапартійний                         | тимчасово не працює                                                    |
| 18       | Малярчук Олена Василівна        | 08.11.2010            | вища               | позапартійна                          | Стрілецько-Кутська сільська рада, секретар виконкому                   |
| 19       | Григоряк Марія Василівна        | 08.11.2010            | вища               | позапартійна                          | Будинок фольклору с. Ревне, директор                                   |
| 20       | Поштаріца Валерій Флорович      | 08.11.2010            | середня спеціальна | позапартійний                         | Будинок культури м. Кіцмань, художній керівник                         |
| 21       | Синчук Тарас Вікторович         | 08.11.2010            | середня            | позапартійний                         | приватний підприємець                                                  |
| 22       | Онуфрійчук Руслан Дмитрович     | 08.11.2010            | середня спеціальна | позапартійний                         | тимчасово не працює                                                    |
| 23       | Гаврищук Сергій Васильович      | 08.11.2010            | середня спеціальна | позапартійний                         | приватний підприємець                                                  |
| 24       | Александрюк Віктор Миколайович  | 08.11.2010            | середня            | позапартійний                         | Кіцманський РЕМ, контролер                                             |